# در میان موج‌ها
در میان موج‌ها (انگلیسی: Turning Tide) یک فیلم است که در سال ۲۰۱۳ منتشر شد. از بازیگران آن می‌توان از ویرژینی افیرا، فرانسوا کلوزه، گیوم کنه، ژان-پل روو، خوزه کرونادو، و کارین ونسه نام برد.